# Santa María Huazolotitlán
Santa María Huazolotitlán là một đô thị thuộc bang Oaxaca, México. Năm 2005, dân số của đô thị này là 10239 người.